# Kathleen Lynn
Pour les articles homonymes, voir Lynn.
Kathleen Florence Lynn (28 janvier 1874 - 14 septembre 1955) est une médecin, militante et femme politique irlandaise membre de Sinn Féin.   

## Biographie
Kathleen Lynn naît dans une famille protestante et grandit dans le comté de Mayo. Son père, Robert Young Lynn, est pasteur de l'Église d'Irlande,. À l'époque l'ouest du pays reste marqué par la Grande Famine (1845-1852), et la jeune Kathleen vit entourée de la pauvreté et la mortalité infantile des paysans,  ce qui la pousse à l'âge de 16 ans, à entamer des études de médecine.
En 1891, Lynn commence ses études supérieures comme pensionnaire au Alexandra College à Dublin avant d'entrer, en octobre 1897, à la faculté de médecine de l'Université catholique d'Irlande de Dublin puis au Collège royal de chirurgie d'Irlande. Elle obtient son diplôme en médecine de l'Université royale d'Irlande en 1899. En 1898, elle est la première femme nommée médecin résidente de l'Hôpital Adelaide (en) à Dublin, mais l'opposition du personnel à sa nomination l'empêche de prendre ses fonctions. Elle termine ses études supérieures aux États-Unis au début des années 1900 avant de travailler comme médecin de garde dans les hôpitaux de la ville de Dublin. Lynn devient membre du Collège royal des médecins d'Irlande en 1909.

## Rôle politique
Militante pour le suffrage féminin, Lynn est membre du comité exécutif de l'Irish Women's Suffragette and Local Government Association (IWSLGA) à partir de 1903 et reste membre de l'exécutif jusqu'en 1916. Elle adhère également à la British Women's Social and Political Union (WSPU) en 1908 et aurait entretenu des relations amicales avec la suffragette Sylvia Pankhurst. Elle participe à une réunion de masse en 1912, exigeant que le suffrage des femmes soit inclus dans le troisième projet de loi sur l'autonomie gouvernementale de cette année-là.
Elle soutient les travailleurs pendant la grève de 1913 aux côtés de Constance Markievicz dans la cuisine de la soupe populaire du Liberty Hall, devenant ainsi proche de Markievicz et de James Connolly (Irlande). En 1913, à la demande de Markievicz, elle soigne Helena Molony, active dans plusieurs mouvements politiques. Sous leur influence, Lynn s'engage activement dans les mouvements de suffragettes et nationalistes. « Nous avions de longues discussions et elle m'a converti au nationalisme » écrit Lynn. Lynn est nommée vice-présidente honoraire du Syndicat des Travailleuses Irlandaises en 1917.
Elle rejoint alors l'Irish Citizen Army et y exerce la fonction de médecin en chef lors de l'Insurrection de Pâques 1916. Lors de son arrestation, elle s'identifie comme « médecin de la Croix-Rouge et belligérante » l.
Emprisonnée à la Prison de Kilmainham avec plusieurs de ses camarades, elle reste active dans le mouvement nationaliste ; elle est élue vice-présidente de l'exécutif du Sinn Féin en 1917. Lors de la Guerre d'indépendance irlandaise, Lynn participe à la lutte armée dans le comté de Tipperary.  
Lynn s'oppose au Traité anglo-irlandais de 1921. En 1923, elle est élue à Dáil Éireann en tant que députée du Sinn Féin pour la circonscription de Dublin de County lors des élections générales. Conformément à la politique abstentionniste du Sinn Féin de l'époque, elle refuse de se siéger et perd son siège aux élections générales de juin 1927. Elle quitte alors la politique, de plus en plus frustrée par le refus de Sinn Féin d'adopter les réformes sociales.
Plusieurs années après le soulèvement de 1916, elle avoue que c'est le suffrage qui l'a converti au républicanisme : « J'ai vu que les gens avaient eu une fausse impression au sujet du suffrage et cela m'a amené à examiner la question irlandaise ».
En reconnaissance de son rôle dans le soulèvement de 1916 et la guerre d'indépendance irlandaise, elle est enterrée avec tous les honneurs militaires,.

## Vie personnelle
Dès 1915, Lynn cohabite avec Madeleine Ffrench-Mullen, qu'elle rencontre dans le milieu militant du nationalisme et suffragisme. Leur vie partagée est l'objet d'une certaine spéculation parmi les historiens. Certains suggèrent qu'elles vivaient dans une relation amoureuse.